# Оспанов, Ерлан Маратович
Ерлан Маратович Оспанов (род. 25 июня 1972, Караганда) — бизнесмен, владелец международного аэропорта г. Караганда «Сары-Арка», идейный вдохновитель и основатель компании Jardin и JoyGardens.

## Биография
Родился 25 июня 1972 года в городе Караганда Казахской ССР.
В 1995 году окончил факультет робототехники и комплексной автоматизации Московского Государственного Технического Университета им. Баумана по специальности «Управление в робототехнических системах». Дипломированный инженер-системотехник. Последующее высшее образование получил в Казахском институте менеджмента со степенью в области экономики, а также в Университете международного бизнеса в Алматы, со степенью магистра делового администрирования.
После окончания университета, с 1996 по 1999 год работал на должности менеджера по драгоценным металлам в ГРК «Балхаш», специализирующейся на добыче золота. За время работы в компании под руководством Е.Оспанова была организована система стабильных продаж аффинированного золота, цикл краткосрочного предэкспортного финансирования, а также налажен процесс аффинажа золота на заводе Valcambi, г. Балерна (Швейцария).
В 1999 году переходит на работу в банковскую сферу — в Народный банк Казахстана, где до 2001 года занимает должность дилера драгоценных металлов в Департаменте казначейства банка. С 2001 по 2002 год — возглавляет управление казначейских операций того же департамента, а с 2001 по 2002 год отвечает за процесс управления ликвидностью банка и валютными рисками в должности заместителя директора Департамента казначейства Народного банка Казахстана.
Возглавлял процесс объединения нефинансовых активов «АТФ групп» под одной управляющей компанией. В 2004 становится заместителем директора — руководит направлением корпоративных финансов, аналитики и осуществления инвестиционной деятельности, а в 2006 году — генеральным директором ТОО «АТФ групп».
В 2007 году покидает «АТФ групп» для того, чтобы стать одним из учредителей и партнером в инвестиционной компании «Верный Капитал». С 2012 по декабрь 2023года занимал позицию генерального директора группыкомпаний «Верный Капитал». 
Является председателем совета директоров компании RGGold, членом совета директоров ForteBank, ТОО «Кар-Тел» (Beeline Казахстан), ООО «Скай Мобайл» (BeelineКыргызстан) и НАО «Университет Нархоз».